# Вірджинія Джонсон
Вірджи́нія Джо́нсон (англ. Virginia E. Johnson, 11 лютого 1925 — 24 липня 2013) — американська сексологиня, найбільш відома як дослідниця в дуеті Мастерс — Джонсон, що вивчав сексуальність між 1960 і 1990 роками.

## Ранні роки
Вірджинія народилася в Спрингфілді, Міссурі. Була обдарованою дитиною, на 2 роки раніше закінчила школу і вже в 16 років вступила до Друрі коледжу (англ. Drury College), щоб навчатися музики, але відмовилася від навчання на користь роботи в державній страховій компанії. Там вона провела 4 роки, проте любов до музики підштовхнула її до продовження освіти в Університеті Міссурі (англ. University of Missouri) і Музичній консерваторії Канзасу (англ. Kansas City Conservatory of Music). Під час Другої світової війни Джонсон виступала з музичним гуртом як співачка.

## Сексологічна кар'єра
У 1957 році Вірджинія відгукнулася на вакансію асистента в департамент акушерства і гінекології Вашингтонського університету в Сент-Луїсі (англ. Washington University School of Medicine), де і познайомилася з Вільямом Мастерсом, її колегою в вивченні сексуальності на найближчі 35 років. Науковці досліджували близько 700 чоловіків і жінок з метою зрозуміти їх реакцію на різного роду сексуальну стимуляцію (під час статевого акту або мастурбації). Результатом дослідження стало відкриття чотирьохфазної моделі реакції на статеву стимуляцію, яка була описана в їхній книзі «Сексуальна реакція людини» (англ. «Human Sexual Response») і включає в себе наступні фази: збудження, плато, оргазм, завершення.
Також вони вперше детально описали реакції жіночого тіла на сексуальну стимуляцію і зробили висновок про здібності жінок відчувати мультиоргазм.
Дослідження Джонсон і Мастерса були по-справжньому революційними через табуйованість теми сексу і жіночої сексуальності, зокрема. Науковці виступили визволителями американської сексуальності й вперше стали розглядати жінку як повноправну учасницю статевого акту.

## Репрезентація в культурі
2013 року вийшов американський серіал «Майстри сексу» (англ. Masters of sex) за мотивами життя і досліджень Джонсон і Мастерса, де Вірджинію зіграла Ліззі Каплан. Сама Вірджинія Джонсон не дожила всього кілька місяців до прем'єри серіалу, померши у віці 88 років.